# NGC 569
NGC 569 è una galassia a spirale situata nella costellazione dei Pesci a una distanza superiore ai 260 milioni di anni luce dalla nostra Via Lattea.

## Descrizione
NGC 569 è una galassia il cui nucleo è brillante nel dominio dell'ultravioletto. È inoltre inclusa nel catalogo di Markarian con il codice Mrk 997 (MK 997).
La sua distanza rispetto alla galassia PGC 5555 è di 81,0 megaparsec, che è all'incirca la stessa distanza che esse hanno rispetto alla Terra. Le due galassie potrebbero quindi essere in interazione gravitazionale.

## Scoperta
NGC 569 è stata scoperta il 1 ottobre 1864 dall'astronomo tedesco Albert Marth.